# Poleric
Die Poleric war ein 1900 unter dem Namen Consuelo in Dienst gestelltes Passagierschiff, das ab 1911 der britischen Reederei Cunard Line gehörte, für die es ihren neuen Passagier- und Frachtservice zwischen  dem Vereinigten Königreich und Kanada eröffnete. Da sie aber langfristig Cunards Vorstellungen nicht entsprach, wurde sie 1912 an eine andere Reederei weiterverkauft. Das Schiff blieb bis 1929 im Dienst und wurde 1930 abgewrackt. Auf dem Schiff war auch Stan Laurel gemeinsam mit Charlie Chaplin im Jahr 1910 für eine Tour in den Vereinigten Staaten. Sie beide sind auch auf einem Foto, mit Chaplin, wie bei der Tour, im Mittelpunkt.

## Geschichte
Das 6.025 BRT große stählerne Dampfschiff wurde für Thomas Wilson & Sons (Wilson Line) aus Kingston upon Hull gebaut. Es lief am 3. Februar 1900 unter dem Namen Consuelo auf der Werft Swan, Hunter & Wigham Richardson in der nordenglischen Stadt Wallsend vom Stapel. Die 140,65 Meter lange und 15,88 Meter breite Consuelo war ein Doppelschraubendampfer mit einem einzelnen Schornsteinen und vier Masten, der eine Höchstgeschwindigkeit von 11 kn erreichte.  Die Consuelo konnte nur 13 Passagiere Erster Klasse transportieren. Am 5. August 1900 lief sie in Hull zu ihrer Jungfernfahrt nach New York aus. Am 1. März 1908 legte sie in Hull zu ihrer letzten Fahrt für die Wilson Line nach Boston und New York ab.
1909 wurde die Consuelo an die Thomson Line verkauft und in Cairnrona umbenannt. Von nun an konnten 50 Passagiere der Zweiten und 800 Passagiere der Dritten Klasse befördert werden. Der Rauminhalt wurde von 6.025 BRT auf 7.640 BRT erweitert. Im Januar 1910 fuhr sie erstmals für die Thomson Line von London nach Saint John, wo sie am 25. Januar 1910 eintraf. Im April 1910 brach bei Beachy Head vor der Küste von East Sussex in einem Kohlenbunker ein Feuer aus, sodass 700 Passagiere auf den Frachtdampfer Kanawha von Furness, Withy & Co. transferiert werden mussten. Während der Rückkehr nach London konnte das Feuer gelöscht werden. Am 16. April 1910 lief die Cairnrona erneut nach Québec und Montreal aus. Am 8. April 1911 lief sie letztmals in Saint John nach London aus.
Im Jahr 1911 wurde aus der Thomson Line die Cairn-Thomson Line, die von da an nur noch im Frachtverkehr tätig war und keine Passagiere mehr beförderte. Die Cunard Line kaufte daraufhin drei Schiffe aus der Thomson-Flotte. Aus der Cairnrona wurde die Albania, aus der Tortona (7.907 BRT, 1909) die Ausonia und aus der Gerona (9.111 BRT, 1911) die Ascania. Alle drei Dampfer erhielten ihre Namen bei Cunard in Erstbesetzung und wurden für die neue Route London–Southampton–Quebec–Montreal eingeplant. Dabei wurde das Schiff in London beladen, in Southampton kamen die Passagiere an Bord und nach der Atlantiküberquerung wurde erst Québec und dann Montreal angesteuert. Cunard profitierte auf diese Weise von einem Vertrag zwischen den Regierungen Kanadas und Frankreichs, aufgrund dessen für Güter aus Frankreich ein Preisnachlass anfiel, wenn sie über einen britischen Hafen nach Kanada geschifft wurden.
Am 2. Mai 1911 legte die Albania als erstes der drei Schiffe zu ihrer ersten Fahrt für Cunard aus. Die Ausonia folgte am 16. Mai und die Ascania am 23. Mai. Die Albania war das erste Schiff der Cunard Line, das in den Sankt-Lorenz-Strom einfuhr, was fortan zu einer gängigen Praxis wurde. Wenn in den Wintermonaten der Sankt-Lorenz-Strom wegen des Eisvorkommens nicht passiert werden konnte, wurde Portland (US-Bundesstaat Maine) zum Anlaufhafen für die Schiffe.
Bereits sechs Monate nach dem Kauf der Albania entschied Cunard, dass sie dem Standard der Reederei nicht entsprach. Sie lief am 17. Oktober 1911 zum letzten Mal unter der Cunard-Flagge in Southampton aus und wurde nach Abschluss der Fahrt aufgelegt. Am 12. Juni 1912 wurde sie für 20.000 Pfund Sterling von der Reederei Bank Line aus London gekauft. Unter dem Namen Poleric war das Schiff bis 1929 im Dienst und wurde 1930 abgewrackt.